# 荷城街道 (佛山市)
荷城街道是中华人民共和国广东省佛山市高明区下辖的一个街道办事处。位于高明区的东部，是高明区政府驻地和政治、经济、文化中心。辖区总面积179.05平方公里，下辖16个社区15个村，户籍人口16.35万人，常住人口约26万人。东面与三水区白坭镇、南海区西樵镇、九江镇隔江相望，南面是南海区西樵镇，西面是杨和镇，北面是肇庆市高要区金利镇、回龙镇。灵龟塔、唐代龙窑遗址等著名景点皆于此处。

## 交通

### 国道
359国道、 324国道

### 高速公路
莞佛高速

## 行政区划
荷城街道下辖以下村级行政区划单位：
河江社区、庆洲社区、长安社区、中山社区、健力社区、竹园社区、岭南社区、金华社区、安泰社区、月明社区、育才社区、三洲社区、江湾社区、照明社区、泰华社区、明湖社区、罗西村、孔堂村、仙村、尼教村、铁岗村、伦冲村、石洲村、南洲村、塘南村、泰兴村、泰和村、范洲村、王臣村、阮埇村、苏村。

## 历任领导
| 党工委书记 - 余明开（2006年7月－2007年7月） - 黄棋泰（2007年7月－2010年6月） - 罗 雄（2010年6月－2011年9月） - 余中伟（2011年9月－2014年9月） - 赵灿华（2014年9月－2016年9月） - 胡安泉（2016年9月－2018年9月） - 麦兆雄（2018年10月－） | 街道办主任 - 钟永平（2006年1月－2007年7月） - 麦兆雄（2007年7月－2012年5月） - 谭伟业 - 李文生 - 蔡子强 - 黄宝坚 |